# Amphorella
Amphorella (лат.) — род небольших лёгочных наземных моллюсков из семейства Ferussaciidae.

## Образ жизни
Моллюски встречаются под камнями на скалистых склонах и на почве в траве во влажных местах. Найдены также на стеблях молочая.

## Классификация
В состав рода включают более 10 видов. Ныне живущие представители эндемичны для острова Мадейры и прилежащих островов.
- Amphorella cimensis Waldén, 1983
- Amphorella grabhami  (Pilsbry 1908)
- Amphorella gracilis  (Lowe 1831)
- Amphorella intermedia Wollaston, 1878
- Amphorella iridescens  (Wollaston, 1878)
- Amphorella melampoides  (Lowe 1831)
- Amphorella mitriformis  (Lowe, 1852)
- Amphorella oryza  (Lowe, 1852)
- Amphorella producta  (Lowe 1852)
- † Amphorella talaverai Hutterer & Groh, 2014
- Amphorella triticea  (Lowe 1831)
- Amphorella tuberculata  (Lowe 1852)
- Amphorella tornatellina  (Lowe 1831)

## Палеонтология
В ископаемом состоянии известны из отложений плиоцена острова Гран-Канария (Канарские острова).